# Хронологія поширення COVID-19 (жовтень 2020)
Стаття описує поширення коронавірусу тяжкого гострого респіраторного синдрому-2, що спричинив спалах коронавірусної хвороби 2019, у жовтні 2020 року. Уперше хвороба була зареєстрована в місті Ухань у КНР у грудні 2019 року.

## Хронологія пандемії

### 1 жовтня
- Аргентина повідомила про 3351 нові відносні випадки смерті серед людей, що є найбільшою кількістю випадків відносної смерті за один день, починаючи з початку пандемії, загальна відносна кількість смертей зросла до 20288.
- Канада повідомила про 1777 нових випадків хвороби, загальна кількість випадків зросла до 160535.[1]
- Малайзія повідомила про 260 нових випадків хвороби, загальна кількість випадків зросла до 11484. 47 хворих одужали, загальна кількість одужань зросла до 10014. Було 1334 активних випадків хвороби, з них 20 у реанімації та 3 на апараті штучної вентиляції легень.[2]
- Нова Зеландія повідомила про 12 нових випадків хвороби (усі завезеніі), загальна кількість випадків зросла до 1848 (1492 підтверджених і 356 ймовірних). Повідомлено про 3 нових одужання, загальна кількість одужань зросла до 1770. На той день було 53 активних випадки хвороби, один з хворих знаходився в лікарні.[3]
- Сінгапур повідомив про 21 новий випадок хвороби, загальна кількість випадків зросла до 57786.[4] Крім того, два випадки були вираховані з підрахунку після того, як подальші тести показали негативні результати.[5]
- Україна повідомила про рекордні 4069 нових випадків хвороби на день і 64 нових випадки смерті на день, загальна кількість зросла до 213028 і 4193 відповідно; загалом одужали 94398 хворих.[6]

### 2 жовтня
- Канада повідомила про 2124 нові випадки хвороби. Це найбільша кількість випадків за добу з 3 травня 2020 року, внаслідок чого загальна кількість випадків досягла 162659.[1]
- Малайзія повідомила про 287 нових випадків хвороби, загальна кількість випадків зросла до 11771. Зареєстровано 81 одужання, що довело загальну кількість одужань до 10014. Зареєстровано 1334 активних випадків хвороби, з них 20 у реанімації та 3 на апараті штучної вентиляції легень.[2]
- Нова Зеландія повідомила про 12 нових випадків (усі завезені), загальна кількість випадків до 1848 (1492 підтверджених і 356 ймовірних). Повідомлено про 3 нових видужання, загальна кількість одужань зросла до 1770. Була 53 активних випадки хвороби, один з них у лікарні.[3]
- Сінгапур повідомив про 10 нових випадків хвороби, загальна кількість випадків зросла до 57794.[7]
- Україна повідомила про рекордні 4633 нові випадки за добу та 68 нових смертей за добу, загальну кількість зросла до 217661 та 4261 відповідно; загалом одужав 95591 хворий.[8]
- Президент США Дональд Трамп і перша леді Меланія Трамп дали позитивний результат тесту на COVID-19 на тлі ширшого спалаху серед високопоставлених співробітників Білого дому.[9][10]

### 3 жовтня
- Канада повідомила про 2041 новий випадок хвороби, загальна кількість випадків зросла до 164700.[1]
- Малайзія повідомила про 317 нових випадків хвороби, загальна кількість випадків зросла до 12088. Одужав 121 хворий, загальна кількість одужань досягла 10216. Повідомлено про одну смерть. На той день було зареєстровано 1735 активних випадків хвороби, з них 29 у реанімації та 4 на апараті штучної вентиляції легень.[11]
- Нова Зеландія повідомила про один новий випадок хвороби (завезений), зберігши загальну кількість випадків на рівні 1849 (1493 підтверджених і 356 ймовірних). Повідомлено про 3 нових одужання, загальна кількість одужань зросла до 1783. Зареєстровано 41 активний випадок хвороби.[12]
- Сінгапур повідомив про 6 нових випадків хвороби, загальна кількість випадків зросла до 57800.[13]
- На Соломонових Островах зареєстровано перший випадок хвороби.[14]
- Україна повідомила про рекордний 4661 новий випадок за добу та рекордно високі 92 смерті за добу, загальна кількість зросла до 222322 та 4353 відповідно; загалом одужали 98737 хворих.[15]

### 4 жовтня
- Канада повідомила про 2052 нові випадки хвороби, загальна кількість випадків зросла до 166752.[1]
- Малайзія повідомила про 293 нових завезених випадки хвороби, загальна кількість випадків зросла до 12381. 67 хворих одужали, внаслідок чого загальна кількість одужань досягла 10283. Зареєстровано 1961 активний випадок, з них 28 у реанімації та чотири на штучній вентиляції легень.[16]
- Нова Зеландія повідомила про 5 нових завезених випадків хвороби, загальна кількість випадків зросла до 1854 (1498 підтверджених і 356 ймовірних). Повідомлено про 5 нових одужань, загальна кількість одужань зросла до 1788. Зареєстровано 41 активний випадок хвороби.[17]
- Сінгапур повідомив про 12 нових випадків хвороби, загальна кількість випадків зросла до 57812.[18][19]
- Україна повідомила про 4140 нових випадків хвороби за добу та 44 нових смерті за добу, внаслідок чого загальна кількість досягла 226462 та 4397 відповідно; загалом одужали 100107 хворих.[20]
- Велика Британія повідомила про 22961 новий випадок хвороби. Служба охорони здоров'я Англії заявила, що така висока цифра пояснюється відставанням у звітності про випадки хвороби, спричиненим «технічними труднощами».[21]

### 5 жовтня
- Щотижневий звіт Всесвітньої організації охорони здоров'я.[22]
- Канада повідомила про 2208 нових випадків хвороби, загальна кількість випадків хвороби зросла до 168960.[1]
- У Малайзії повідомили про 432 нових випадки хвороби, загальна кількість випадків зросла до 12813. 57 хворих одужали, внаслідок чого загальна кількість одужань досягла 10340. Зареєстровано 2336 активних випадків хвороби, з них 32 у реанімації та 8 на штучній вентиляції легень.[23]
- Мексика повідомила про 2789 нових смертей за добу, що є другим за кількістю випадків смерті від COVID-19 показником, внаслідок чого загальна кількість смертей досягла 81877.
- Нова Зеландія повідомила про один новий завезений випадок, загальна кількість випадків до 1855 (1499 підтверджених і 356 ймовірних). Повідомлено про 2 нові одужання, загальна кількість одужань зросла до 1790. Зареєстровано 40 активних випадків хвороби.[24]
- Сінгапур повідомив про 7 нових випадків хвороби, загальна кількість випадків зросла до 57819.[25][26]
- Україна повідомила про 3774 нових випадки хвороби за добу та 33 нових смерті за добу, загальна кількість зросла до 230236 і 4430 відповідно; загалом одужали 101252 хворих.[27]

### 6 жовтня
- Канада повідомила про 2363 нових випадки хвороби, загальна кількість випадків зросла до 171323.[1]
- Малайзія повідомила про 691 новий випадок хвороби (тільки 3 завезені), загальна кількість випадків зросла до 13504. 87 хворих одужали, внаслідок чого загальна кількість одужань досягла 10427. Повідомлено про 4 нові смерті, внаслідок чого кількість померлих зросла до 141. Було 2936 активних випадків хвороби, з них 31 у відділенні інтенсивної терапії та 8 на апараті штучної вентиляції легень.[28]
- Нова Зеландія повідомила про 3 нових випадки хвороби (усі завезені), загальна кількість випадків зросла до 1858 (1502 підтверджених і 356 ймовірних). Кількість одужань залишилася на рівні 1790. Були 43 активні випадки хвороби, один з яких у лікарні.[29]
- Сінгапур повідомив про 11 нових випадків хвороби, загальна кількість випадків зросла до 57830.[30]
- Україна повідомила про 4348 нових випадків хвороби за добу та 90 нових смертей за добу, загальна кількість зросла до 234584 та 4520 відповідно; загалом одужав 103401 хворий.[31]

### 7 жовтня
- Канада повідомила про 1800 нових випадків хвороби, загальна кількість випадків зросла до 173123.[1]
- Малайзія повідомила про 489 випадків хвороби, загальна кількість випадків зросла до 13993. 74 хворі одужали, загальна кількість одужань досягла 10501. Налічувався 3351 активний випадок, з них 40 у реанімації та 13 на штучній вентиляції легень.[32][33]
- Нова Зеландія повідомила про 3 нових випадки хвороби (всі завезені), загальна кількість випадків зросла до 1861 (1505 підтверджених і 356 ймовірних). Повідомлено про 9 нових одужань, загальна кількість одужань зросла до 1799. Зареєстровано 37 активних випадків хвороби, один з яких у лікарні.[34]
- Сінгапур повідомив про 10 нових випадків, загальна кількість випадків зросла до 57840. 12 хворих одужали, загальна кількість одужань зросла до 57609.[35]
- Опубліковано перший нечорновий випуск «Довідника аерозольних вірусних навантажень, навколишнього середовища, вентиляції, масок, часу впливу, тяжкості та імунної відповіді на COVID-19: прагматичний посібник з оцінок».[36][37]

### 8 жовтня
- Канада повідомила про 2436 нових випадків хвороби, загальна кількість випадків зросла до 175559.[1]
- Нова Зеландія повідомила про 3 нових випадки хвороби, загальна кількість випадків зросла до 1863 (1508 підтверджених і 356 ймовірних). Повідомлено про одне одужання, загальна кількість випадків зросла до 1800. Зареєстровано 39 активних випадків хвороби, один з яких був у лікарні.[38]
- Малайзія повідомила про 375 випадків хвороби, загальна кількість випадків зросла до 14368. Повідомлено про 18 нових одужань, загальна кількість одужань зросла до 10519. Повідомлено про 6 нових смертей, кількість померлих зросла до 146. Налічувалось 3703 активні випадки хвороби, з них 60 у реанімації та 20 на апараті штучної вентиляції легень.[39]
- Сінгапур повідомив про 9 нових випадків хвороби, загальна кількість випадків зросла до 57849.[40][41]
- Україна повідомила про рекордні 5397 нових випадків хвороби за добу та рекордно високі 93 нові смерті за добу, загальна кількість зросла до 244734 та 4690 відповідно; загалом одужали 108233 хворих.[42]

### 9 жовтня
- Бразилія перевищила поріг у 5 мільйонів випадків COVID-19.[43]
- Канада повідомила про 2558 нових випадків хвороби, внаслідок чого загальна кількість випадків досягла 178117.[1]
- У Малайзії повідомили про 354 нові випадки хвороби, загальна кількість випадків зросла до 14722. 188 хворих одужали, загальна кількість одужань зросла до 10707. Повідомлено про 6 нових смертей, загальна кількість померлих зросла до 152. Налічувалось 3863 активні випадки хвороби, з них 68 у відділенні інтенсивної терапії та 25 на апараті штучної вентиляції легень.[44]
- Нова Зеландія повідомила про 2 нових випадки хвороби, загальна кількість випадків зросла до 1866 (1510 підтверджених і 356 ймовірних). Кількість одужань залишилася на рівні 1800. Зареєстровано 41 активний випадок хвороби, один з яких був у лікарні.[45]
- Сінгапур повідомив про 10 нових випадків хвороби, загальна кількість випадків зросла до 57859.[46] Більшість з них були завезені.[47]
- Україна повідомила про рекордні 5804 нові випадки за добу та 89 нових смертей за добу, загальна кількість зросла до 250538 та 4779 відповідно; загалом одужали 110650 хворих.[48]

### 10 жовтня
- Канада повідомила про 2468 нових випадків хвороби, загальна кількість зросла до 180535.[1]
- Малайзія повідомила про 374 випадки хвороби, загальна кількість випадків зросла до 15096. Повідомлено про 73 одужання, загальна кількість одужань зросла до 10780. Повідомлено про 3 смерті, внаслідок чого кількість померлих зросла до 155. Налічувався 4161 активний випадок хвороби, із них 73 у відділенні інтенсивної терапії та 28 на апараті штучної вентиляції легень.[49]
- Нова Зеландія повідомила про 4 нові випадки хвороби, загальна кількість випадків зросла до 1870 (1514 підтверджених і 356 ймовірних). Один хворий одужав, загальна кількість одужань досягла 1801. Було 44 активні випадки хвороби, одного хворого виписали з лікарні.[50]
- Сінгапур повідомив про 7 нових випадків хвороби, загальна кількість випадків зросла до 57866.[51][52]
- Україна повідомила про 5728 нових випадків хвороби за добу та рекордно високу кількість 108 нових смертей за день, загальна кількість зросла до 256266 та 4887 відповідно; загалом одужали 112570 хворих.[53]

### 11 жовтня
- Канада повідомила про 2141 новий випадок хвороби, загальна кількість випадків зросла до 182726.[1]
- У Малайзії зареєстровано 561 новий випадок, загальна кількість випадків зросла до 15657. 133 хворі одужали, внаслідок чого загальна кількість одужань досягла 10913. Повідомлено про 2 смерті, внаслідок чого кількість померлих зросла до 157. Налічувалось 4587 активних випадків хвороби, з них 90 знаходилися в реанімації та 29 на апараті штучної вентиляції легень.[54][55]
- Нова Зеландія повідомила про один новий випадок хвороби в керованій ізоляції, загальна кількість випадків зросла до 1871 (1515 підтверджених і 356 ймовірних). Кількість одужань залишилася на рівні 1801, а кількість померлих — 25. Зареєстровано 45 активних випадків хвороби.[56]
- Сінгапур повідомив про 10 нових випадків хвороби, загальна кількість випадків зросла до 57876.[57][58]
- Україна повідомила про 4768 нових випадків хвороби за добу та 85 нових смертей за добу, загальна кількість померлих зросла до 261034 та 4972 відповідно; загалом одужали 113507 хворих.[59]
- В Індії кількість випадків COVID-19 перевищила 7 мільйонів.[60]

### 12 жовтня
Щотижневий звіт Всесвітньої організації охорони здоров'я:
- Канада повідомила про 2360 нових випадків хвороби, внаслідок чого загальна кількість випадків досягла 185086.[1]
- У Малайзії повідомили про 563 нові випадки хвороби, загальна кількість випадків зросла до 16220. 109 хворих одужали, загальна кількість одужань зросла до 11022. 2 хворих померли, внаслідок чого кількість смертей зросла до 159. Налічувалось 5039 активних випадків хвороби, з них 98 у реанімації та 29 на апараті штучної вентиляції легень.[62]
- Нова Зеландія не повідомила про нові випадки хвороби, одужання та смерті. Загальна кількість випадків залишилася на рівні 1871 (1515 підтверджених та 356 ймовірних); одужань 1801, а кількість померлих — 25. Станом на попередню добу налічуваось 45 активних випадків хвороби, було проведено 2026 тестів.[63]
- У Сінгапурі повідомили про 4 нові випадки хвороби, загальна кількість випадків до 57880.[64] Пізніше було підтверджено ще одну смерть, загальна кількість померлих зросла до 28.[65]
- Україна повідомила про 4420 нових випадків хвороби за добу та 43 нові смерті за добу, внаслідок чого загальна кількість досягла 265454 та 5015 відповідно; загалом одужали 114410 хворих.[66]
- Соломонові Острови повідомили про другий випадок хвороби.[67]

### 13 жовтня
- Канада повідомила про 2154 нові випадки хвороби, загальна кількість випадків зросла до 187240.[1]
- Фіджі підтвердили 2 нових одужання.[68][69]
- Малайзія повідомила про 660 випадків хвороби, загальна кількість випадків зросла до 16880. Зареєстровано 350 одужань, загальна кількість одужань зросла до 11372. Померли 4 хворих, кількість смертей зросла до 163. Налічувалось 5345 активних випадків хвороби, із них 101 у відділенні інтенсивної терапії та 32 на апараті штучної вентиляції легень.[70]
- Нова Зеландія повідомила про один новий випадок хвороби, загальна кількість випадків зросла до 1872 (1516 підтверджених і 356 ймовірних). Одужали 7 хворих, внаслідок чого загальна кількість одужань досягла 1808. Налічувалось 39 активних випадків хвороби.[71]
- У Сінгапурі повідомили про 4 нові випадки хвороби, всі завезені до країни, загальна кількість випадків зросла до 57884.[72] 12 хворих одужали, загальна кількість одужань зросла до 57725. Кількість померлих залишилася на рівні 28.[73]
- Україна повідомила про 5133 нові випадки хвороби за добу та 107 нових смертей за добу, загальна кількість зросла до 270587 та 5122 відповідно; загалом одужали 116562 хворі.[74]

### 14 жовтня
- Канада повідомила про 2145 нових випадків хвороби, загальна кількість випадків зросла до 189385.[1]
- Малайзія повідомила про 660 нових випадків хвороби, загальна кількість випадків зросла до 17540. Зареєстровано 233 одужання, загальна кількість одужань зросла до 11605. Померли 4 хворі, кількість смертей зросла до 167. Налічувалось 5768 активних випадків хвороби, із них 108 у відділенні інтенсивної терапії та 35 на апараті штучної вентиляції легень.[75]
- Нова Зеландія повідомила про 2 нові випадки хвороби, загальна кількість випадків зросла до 1874 (1518 підтверджених і 356 ймовірних). Один хворий одужав, загальна кількість одужань досягла 1809. Налічувалось 40 активних випадків хвороби.[76]
- У Сінгапурі повідомили про 5 нових випадків хвороби, загальна кількість випадків зросла до 57889.[77] Ще 12 хворих одужали, внаслідок чого загальна кількість одужань зросла до 57737. Кількість померлих залишилася на рівні 28.[78]
- Україна повідомила про 5590 нових випадків хвороби за добу та 107 нових смертей за добу, загальна кількість зросла до 276177 та 5229 відповідно; загалом одужали 118699 хворих.[79]

### 15 жовтня
- Канада повідомила про 2343 нових випадки хвороби, загальна кількість випадків зросла до 191728.[1]
- Франція повідомила про 30621 нове зараження COVID-19 за доби, внаслідок чого загальна кількість заражень досягла 809684.[80][81]
- Малайзія повідомила про 589 випадків хвороби, загальна кількість випадків зросла до 18129. 409 хворих одужали, загальна кількість випадків зросла до 12014. 3 хворих померли, кількість смертей зросла до 170. Налічувалось 5419 активних випадків хвороби, із них 103 у реанімації та 31 на апараті штучної вентиляції легень.[82]
- Нова Зеландія повідомила про 2 нових випадки хвороби, загальна кількість випадків зросла до 1876 (1520 підтверджених і 356 ймовірних). Загальна кількість одужань залишилася на рівні 1809, а кількість померлих — 25. Налічувалось 42 активних випадки хвороби.[83]
- У Сінгапурі повідомили про 3 нові випадки хвороби, загальна кількість випадків зросла до 57892.[84] 12 хворих одужали, загальна кількість одужань зросла до 57749. Кількість померлих залишилася на рівні 28.[85]
- Україна повідомила про 5062 нові випадки хвороби за добу та 73 нові смерті за добу, загальна кількість зросла до 281239 та 5302 відповідно; загалом одужали 119650 хворих.[86]

### 16 жовтня
- Канада повідомила про 2378 нових випадків хвороби, загальна кількість випадків зросла до 194106.[1]
- Малайзія повідомила про 620 нових випадків хвороби, загальна кількість випадків зросла до 18758. Повідомлено про 245 одужань, загальна кількість одужань зросла до 12259. Повідомлено про 6 нових смертей, кількість померлих зросла до 176. Налічувалось 6323 активні випадки хвороби, з яких 99 перебували у відділенні інтенсивної терапії та 31 на апараті штучної вентиляції легень.[87]
- Нова Зеландія повідомила про 4 нові випадки хвороби, загальна кількість випадків зросла до 1880 (1524 підтверджених і 356 ймовірних). Кількість одужань залишилася на рівні 1809, а кількість померлих — 25. Налічувалось 46 активних випадків хвороби.[88]
- Сінгапур повідомив про 9 нових випадків хвороби, загальна кількість випадків зросла до 57901.[89] 20 хворих одужали, загальна кількість одужань зросла до 57769. Кількість померлих залишилася на рівні 28.[90]
- Україна повідомила про рекордні 5992 нові випадки хвороби за добу та 106 нових смертей за добу, загальна кількість зросла до 287231 та 5408 відповідно; загалом одужали 121919 хворих.[91]
- У Сполучених Штатах Америки кількість випадків COVID-19 перевищила 8 мільйонів.[92]
- Волліс і Футуна повідомили про перший випадок хвороби на своїй території. Це була остання територія Франції без підтверджених випадків COVID-19.[93]

### 17 жовтня
- Канада повідомила про 2698 нових випадків хвороби, внаслідок чого загальна кількість випадків досягла 196804.[1]
- Малайзія повідомила про 869 нових випадків хвороби, загальна кількість випадків зросла до 19627. 302 хворі одужали, загальна кількість одужань зросла до 12561. Було зареєстровано 4 смерті, кількість померлих зросла до 180. Налічувалось 6886 активних випадків хвороби, з них 91 у реанімації та 30 на апараті штучної вентиляції легень.[94]
- Нова Зеландія повідомила про 3 нових випадки хвороби, загальна кількість випадків зросла до 1883 (1527 підтверджених і 365 ймовірних). Повідомлено про 9 нових одужань, загальна кількість одужань зросла до 1818. Кількість померлих залишилася на рівні 25, і налічувалось 40 активних випадків хвороби.[95]
- У Сінгапурі повідомили про 3 нових випадки хвороби, загальна кількість випадків зросла до 57904.[96] 14 хворих одужали, загальна кількість одужань зросла до 57783. Кількість померлих залишилася на рівні 28.[97]
- Україна повідомила про рекордні 6410 нових випадків хвороби за добу та рекордні 109 нових смертей за добу, загальна кількість зросла до 293641 та 5517 відповідно; загалом одужали 124113 хворих.[98]

### 18 жовтня
- Канада повідомила про 2211 нових випадків хвороби, загальна кількість випадків зросла до 199015.[1]
- Малайзія повідомила про 871 новий випадок хвороби, загальна кількість випадків зросла до 20498. 701 хворий одужав, загальна кількість випадків зросла до 13262. Померли 7 хворих, внаслідок чого кількість смертей досягла 187. Налічувалось 7049 активних випадків хвороби, з них 86 перебували у відділенні інтенсивної терапії та 28 на апараті штучної вентиляції легень.[99]
- Нова Зеландія повідомила про 3 нові випадки хвороби, а випадок, про який було повідомлено попередньої доби, було перекласифіковано як «досліджуваний», щоб визначити, чи був він історичним. Таким чином, загальна кількість випадків становила 1886 (1530 підтверджених і 356 ймовірних). Повідомлено про одне нове одужання, внаслідок чого загальна кількість одужань досягла 1819. Налічувалось 42 активних випадки хвороби, а кількість смертей залишилася на рівні 22.[100]
- Сінгапур повідомив про 7 нових випадків хвороби, загальна кількість випадків зросла до 57911. 9 хворих одужали, внаслідок чого загальна кількість одужань склала 57807. Кількість померлих залишилася на рівні 28.[101]
- Україна повідомила про 5231 новий випадок хвороби за добу та 90 нових смертей за добу, загальна кількість зросла до 298872 та 5607 відповідно; загалом одужали 125377 хворих.[102]

### 19 жовтня
- Канада повідомила про 2422 нові випадки, загальна кількість випадків зросла до 201437.[1]
- Малайзія повідомила про 865 нових випадків хвороби, загальна кількість випадків зросла до 21363. 455 хворих одужали, загальна кількість одужань зросла до 13717. 3 хворі померли, кількість померлих зросла до 190. Налічувалось 7436 активних випадків хвороби, з них 99 у реанімації та 32 на апараті штучної вентиляції легень.[103]
- Нова Зеландія повідомила про 5 одужань, загальна кількість одужань зросла до 1824. Не було зареєстровано жодного нового випадку хвороби, загальна кількість випадків залишилася на рівні 1886 (1530 підтверджених і 356 ймовірних). Налічувалось 37 активних випадків хвороби, кількість смертей залишилася на рівні 25.[104]
- У Сінгапурі повідомили про 4 нові випадки хвороби, усі з яких були завезеними, загальна кількість зросла до 57915.[105] 12 хворих одужали, загальна кількість одужань зросла до 57819. Кількість померлих залишилася на рівні 28.[106]
- Україна повідомила про 4766 нових випадків хвороби за добу та 66 нових смертей за добу, загальна кількість зросла до 303638 та 5673 відповідно; загалом одужали 126489 хворих.[107]

### 20 жовтня
Щотижневий звіт Всесвітньої організації охорони здоров'я:
- В Аргентині кількість випадків COVID-19 перевищила 1 мільйон.[109]
- Канада повідомила про 2252 нові випадки хвороби, загальна кількість випадків зросла до 203689.[110][1]
- Малайзія повідомила про 862 нових випадки хвороби, загальна кількість випадків зросла до 22225. Зареєстровано 634 одужання, загальна кількість одужань зросла до 14351. Повідомлено про 3 смерті, внаслідок чого кількість померлих зросла до 193. Налічувався 7681 активний випадок хвороби, з них 95 у відділенні інтенсивної терапії та 29 на апараті штучної вентиляції легень.[111]
- Нова Зеландія повідомила про один новий випадок хвороби, загальна кількість випадків зросла до 1887 (1531 підтверджених і 356 ймовірних). Одужали 5 хворих, внаслідок чого загальна кількість одужань досягла 1829. Налічувалось 33 активних випадки хвороби, кількість померлих залишилася на рівні 25.[112]
- Сінгапур повідомив про 6 нових випадків хвороби, загальна кількість випадків зросла до 57921. Загальна кількість одужань залишилася на рівні 57819, а кількість померлих — 28.[113]
- Україна повідомила про 5469 нових випадків хвороби за добу та рекордно високі 113 нових смертей за добу, загальна кількість зросла до 309107 і 5786 відповідно; загалом одужали 129533 хворі.[114]
- За даними Університету Джонса Гопкінса, кількість інфікованих коронавірусом у світі перевищила 40 мільйонів.[115]

### 21 жовтня
- Канада повідомила про 2673 нові випадки хвороби, загальна кількість випадків зросла до 206362.[1]
- Фіджі підтвердили один новий випадок хвороби.[116][117]
- Малайзія повідомила про 732 нові випадки хвороби, загальна кількість випадків зросла до 22 957. Одужали 580 хворих, загальна кількість одужань склала 14391. Повідомлено про 6 смертей, кількість померлих зросла до 199. Налічувалось 7827 активних випадків хвороби, з них 102 на апаратах життєзабезпечення та 31 на апараті штучної вентиляції легень.[118]
- Нова Зеландія повідомила про 25 нових випадків хвороби (2 з місцевою передачею вірусу та 23 на кордоні), загальна кількість випадків зросла до 1912 (1556 підтверджених та 356 ймовірних). Повідомлено про 2 нові одужання, загальна кількість одужань зросла до 1831. Налічувалось 56 активних випадків хвороби.[119]
- У Сінгапурі повідомили про 12 нових випадків хвороби, усі завезені, загальна кількість випадків зросла до 57933. Одужали 2 хворих, внаслідок чого загальна кількість одужань зросла до 57821. Кількість померлих залишилася на рівні 28.[120]
- Іспанія повідомила про 1 мільйон випадків COVID-19.[121]
- Україна повідомила про рекордні 6719 нових випадків хвороби за добу та про рекордні 141 смерть за добу, загальна кількість зросла до 315826 і 5927 відповідно; загалом одужали 132219 хворих.[122]

### 22 жовтня
- Канада повідомила про 2785 нових випадків хвороби, загальна кількість випадків зросла до 209147.[1]
- Франція повідомила про 1 мільйон випадків COVID-19.[121]
- Малайзія повідомила про 847 нових випадків хвороби, загальна кількість випадків зросла до 23804. Зареєстровано 486 нових одужань, загальна кількість випадків зросла до 15417. Повідомлено про 5 смертей, кількість померлих зросла до 204. Налічувались 8183 активні випадки хвороби, з них 90 у реанімації та 29 на апараті штучної вентиляції легень.[123]
- Нова Зеландія повідомила про 2 нові випадки хвороби, загальна кількість випадків зросла до 1914 (1558 підтверджених і 356 ймовірних), а кількість активних випадків до 58. Загальна кількість одужань залишилася на рівні 1831, а кількість смертей залишилася на рівні 25.[124]
- Сінгапур повідомив про 8 нових випадків хвороби (завезених), загальна кількість випадків зросла до 57941.[125] 8 хворих одужали, загальна кількість одужань зросла до 57829. Кількість померлих залишилася на рівні 28.[126]
- Україна повідомила про рекордні 7053 нові випадки хвороби за добу та 116 нових смертей за добу, загальна кількість зросла до 322879 та 6043 відповідно; загалом одужали 134898 хворих.[127]

### 23 жовтня
- Канада повідомила про 2553 нові випадки хвороби, загальна кількість випадків зросла до 211700.[1]
- Малайзія повідомила про 710 нових випадків хвороби, загальна кількість випадків зросла до 24514. 467 хворих одужали, загальна кількість одужань зросла до 15884. Повідомлено про 10 смертей, кількість померлих зросла до 214. Налічувалось 8416 активних випадків хвороби, з них 90 у реанімації та 28 на апараті штучної вентиляції легень.[128]
- Нова Зеландія повідомила про 9 нових випадків хвороби, загальна кількість випадків зросла до 1923 (1567 підтверджених і 356 ймовірних). Один хворий одужав, загальна кількість одужань досягла 1832. Налічувалось 66 активних випадків, а кількість померлих залишилься на рівні 25.[129]
- У Сінгапурі повідомили про 10 нових випадків хвороби, усі з яких були завезеними, загальна кількість випадків зросла до 57951. Одужали 3 хворих, загальна кількість одужань зросла до 57832. Кількість померлих залишилася на рівні 28.[130]
- Україна повідомила про рекордні 7517 нових випадків хвороби за добу та 112 нових смертей за добу, загальна кількість зросла до 330396 і 6164 відповідно; загалом одужали 137578 хворих.[131]

### 24 жовтня
- Канада повідомила про 2972 нові випадки хвороби, загальна кількість випадків зросла до 214672.[1]
- Колумбія перевищила поріг у 1 мільйон випадків COVID-19.[132]
- У Малайзії повідомили про 1228 нових випадків, загальна кількість випадків зросла до 25742. 671 хворий одужав, загальна кількість одужань зросла до 16555. Повідомлено про 7 нових смертей, кількість померлих зросла до 221. Налічувалось 8966 активних випадків хвороби, з них 92 у реанімації та 31 на апараті штучної вентиляції легень.[133]
- Нова Зеландія повідомила про 16 нових випадків хвороби, загальна кількість випадків зросла до 1934 (1578 підтверджених і 356 ймовірних). 3 хворих одужали, загальна кількість одужань зросла до 1835. Налічувалось 74 активні випадки хвороби, кількість смертей залишилася на рівні 25.[134]
- У Сінгапурі повідомили про 14 нових випадків хвороби, загальна кількість випадків зросла до 57965.[135] 12 хворих одужали, загальна кількість одужань зросла до 57844. Кількість померлих залишилася на рівні 28.[136]
- Україна повідомила про 7014 нових випадків хвороби за добу та 125 нових смертей за добу, загальна кількість випадків зросла до 337410 та 6289 відповідно; загалом одужали 139755 хворих.[137]

### 25 жовтня
- Канада повідомила про 3008 нових випадків хвороби, внаслідок чого загальна кількість випадків досягла 217680.[1]
- Італія повідомила про новий рекорд з 19664 новими зараженнями за попередню добу і 151 смертю. З понеділка, 26 жовтня, усі бари та ресторани по всій Італії мали зачинитися о 18:00.[138]
- У Малайзії повідомили про 823 нових випадки хвороби, загальна кількість випадків зросла до 26565. 579 хворих одужали, загальна кількість одужань зросла до 17134. 8 хворих померли, кількість смертей зросла до 229. Налічувалось 9202 активних випадки хвороби, з яких 99 перебували у відділенні інтенсивної терапії та 30 на апараті штучної вентиляції легень.[139]
- Нова Зеландія повідомила про один новий випадок хвороби, загальна кількість випадків зросла до 1935 (1579 підтверджених і 356 ймовірних). 5 хворих одужали, загальна кількість одужань зросла до 1840. Налічувалось 70 активних випадків хвороби, кількість померлих залишилася на рівні 25.[140]
- У Сінгапурі повідомили про 5 нових випадків хвороби, загальна кількість випадків досягла 57970.[141] 14 хворих одужали, загальна кількість одужань зросла до 57858. Кількість померлих залишилася на рівні 28.[142]
- Україна повідомила про 6088 нових випадків хвороби за добу та 102 новіи смерті за добу, загальна кількість зросла до 343498 і 6391 відповідно; загалом одужали 141508 хворих.[143]

### 26 жовтня
- Канада повідомила про 2533 нові випадки хвороби, загальна кількість випадків зросла до 220213.[1]
- Малайзія повідомила про 1240 нових випадків хвороби, загальна кількість випадків зросла до 27805. 691 хворий одужав, загальна кількість одужань зросла до 17825. 7 хворих померли, кількість смертей зросла до 236. Налічувалось 9744 активні випадки, у тому числі 94 у відділенні інтенсивної терапії та 31 на апараті штучної вентиляції легень.[144]
- Нова Зеландія повідомила про 5 нових випадків хвороби, загальна кількість випадків зросла до 1940 (1584 підтверджених і 356 ймовірних). Один хворий одужав, загальна кількість одужань досягла 1841. Налічувались 74 активні випадки хвороби, кількість померлих залишилася на рівні 25.[145]
- У Сінгапурі повідомили про 3 нових випадки хвороби, загальна кількість випадків зросла до 57973.[146] 21 хворий одужав, внаслідок чого загальна кількість одужань склала 57879. Кількість померлих залишилася на рівні 28.[147]
- Україна повідомила про 5426 нових випадків хвороби за добу та 73 нові смерті за добу, загальна кількість зросла до 348924 і 6464 відповідно; загалом одужали 142537 хворих.[148]

### 27 жовтня
Щотижневий звіт Всесвітньої організації охорони здоров'я:
- Канада повідомила про 2679 нових випадків хвороби, загальна кількість випадків зросла до 222892.[1]
- Фіджі підтвердили одне одужання.[150]
- Малайзія повідомила про 835 нових випадків хвороби, загальна кількість випадків зросла до 28640. 674 хворі одужали, загальна кількість одужань зросла до 18499. Повідомлено про 2 смерті, внаслідок чого кількість померлих зросла до 238. Налічувалось 9903 активних випадки хвороби, з яких 89 перебували у відділенні інтенсивної терапії та 32 на апараті штучної вентиляції легень.[151]
- Нова Зеландія повідомила про один новий випадок хвороби, загальна кількість випадків зросла до 1941 (1585 підтверджених і 356 ймовірних). 7 хворих одужали, а загальна кількість одужань досягла 1848. Налічувалось 68 активних випадків хвороби, а кількість померлих залишилася на рівні 25.[152]
- Сінгапур повідомив про 7 нових випадків хвороби, загальна кількість випадків зросла до 57980.[153] 4 хворі одужали, загальна кількість одужань зросла до 57883. Кількість померлих залишилася на рівні 28.[154]
- Україна повідомила про 6677 нових випадків хвороби за добу та 126 нових смертей за добу, загальна кількість випадків зросла до 355601 та 6590 відповідно; загалом одужали 145336 хворих.[155]

### 28 жовтня
- Канада повідомила про 2744 нові випадки хвороби, загальна кількість випадків зросла до 225636.[1]
- Малайзія повідомила про 801 новий випадок хвороби, загальна кількість випадків зросла до 29 441. 573 хворі одужали, загальна кількість одужань зросла до 19072. Повідомлено про 8 смертей, кількість померлих зросла до 246. Налічувалось 10123 активні випадки хвороби, з них 94 у реанімації та 25 на апараті штучної вентиляції легень.[156]
- Маршаллові Острови повідомили про перші 2 випадки хвороби.[157]
- Нова Зеландія повідомила про 2 нових випадки хвороби, загальна кількість випадків зросла до 1943 (1587 підтверджених і 356 ймовірних). Одужали 4 хворих, загальна кількість одужань досягла 1852. Налічувалось 66 активних випадків хвороби, а кількість померлих залишилася на рівні 25.[158]
- У Сінгапурі повідомили про 7 нових випадків хвороби, усі з яких були завезеними, внаслідок чого загальна кількість випадків сягнула 57987.[159] 7 хворих одужали, загальна кількість одужань зросла до 57890. Кількість померлих залишилася на рівні 28.[160]
- Україна повідомила про 7474 нові випадки хвороби за добу та рекордно високі 165 нових смертей за добу, загальна кількість зросла до 363075 і 6755 відповідно; загалом одужали 148642 хворі.[161]
- Швеція повідомила про новий рекорд кількості випадків хвороби за добу в 1980 нових випадків хвороби.[162]

### 29 жовтня
- Канада повідомила про 3149 нових випадків хвороби, загальна кількість випадків зросла до 228785.[163]
- В Індії кількість випадків COVID-19 перевищила 8 мільйонів.[164]
- Малайзія повідомила про 649 випадків хвороби, загальна кількість випадків зросла до 30090. 685 хворих одужали, загальна кількість одужань зросла до 19757. Кількість померлих залишилася на рівні 246. Налічувалось 10087 активних випадків хвороби, з них 106 у реанімації та 23 на апараті штучної вентиляції легень.[165]
- Нова Зеландія повідомила про 6 нових випадків хвороби, загальна кількість випадків зросла до 1949 (1593 підтверджених і 356 ймовірних). 2 хворих одужали, загальна кількість одужань досягла 1854. Налічувалось 70 активних випадків хвороби, а кількість померлих залишилася на рівні 25.[166]
- У Сінгапурі повідомили про 7 нових випадків хвороби, усі з яких були завезеними, внаслідок чого загальна кількість сягнула 57994.[167] 9 хворих одужали, загальна кількість одужань зросла до 57899. Кількість померлих залишилася на рівні 28.[168]
- Україна повідомила про 7342 нові випадки хвороби за добу та 113 нових смертей за добу, загальна кількість зросла до 370417 та 6868 відповідно; загалом одужали 151632 хворі.[169]
- У Сполучених Штатах Америки кількість випадків COVID-19 перевищила 9 мільйонів.[170]

### 30 жовтня
- Канада повідомила про 3214 нових випадків хвороби, загальна кількість випадків зросла до 231999.[1]
- Фіджі підтвердили один новий випадок хвороби у 57-річного чоловіка, який повернувся з кенійської столиці Найробі.[171]
- Нова Зеландія повідомила про один новий випадок хвороби, загальна кількість випадків зросла до 1950 (1594 підтверджених і 356 імовірних). 3 хворих одужали, загальна кількість одужань досягла 1857. Налічувалось 68 активних випадків хвороби, а кількість померлих залишилася на рівні 25.[172]
- Сінгапур повідомив про 9 нових випадків хвороби, загальна кількість випадків зросла до 58003.[173] 10 хворих одужали, загальна кількість одужань зросла до 57909. Кількість померлих залишилася на рівні 28.[174]
- Україна повідомила про рекордні 8312 нових випадків за добу та рекордно високі 173 нові смерті за добу, загальна кількість зросла до 378729 та 7041 відповідно; загалом одужали 155026 хворих.[175]
- Загалом у всьому світі було зареєстровано 45 мільйонів підтверджених випадків хвороби і майже 1,2 мільйона смертей.[176]

### 31 жовтня
- Канада повідомила про 3445 нових випадків хвороби, загальна кількість випадків зросла до 235444.[1]
- Малайзія повідомила про 659 нових випадків хвороби, загальна кількість випадків зросла до 31548. Зареєстровано 1000 нових одужань, загальна кількість одужань зросла до 21248. Кількість померлих залишилася на рівні 249. Зареєстровано 10051 активний випадок хвороби, з них 83 у реанімації та 19 на апараті штучної вентиляції легень.[177]
- Японія перевищила поріг у 100 тисяч випадків COVID-19, через кілька тижнів після того, як обігнала Китай за кількістю випадків.[178]
- Нова Зеландія повідомила про 7 нових випадків хвороби, загальна кількість випадків зросла до 1957 (1601 підтверджених і 356 імовірних). Кількість одужань залишилася на рівні 1857, а кількість померлих — 25. Налічувалось 75 активних випадків хвороби.[179]
- У Сінгапурі повідомили про 12 нових випадків хвороби, усі з яких були завезеними, загальна кількість випадків зросла до 58015.[180] 4 хворих одужали, загальна кількість одужань зросла до 57913. Кількість померлих залишилася на рівні 28.[181]
- Україна повідомила про рекордні 8752 нові випадки хвороби за добу та 155 нових смертей за добу, загальна кількість зросла до 387481 та 7196 відповідно; загалом одужали 158928 хворих.[182]
- У Великій Британії кількість випадків COVID-19 перевищила 1 мільйон.[183]

## Резюме
Країни та території, які підтвердили перші випадки захворювання протягом жовтня 2020 року:
| Дата           | Країна або територія |
| -------------- | -------------------- |
| 3 жовтня 2020  | Соломонові Острови   |
| 16 жовтня 2020 | Волліс і Футуна      |
| 28 жовтня 2020 | Маршаллові Острови   |

Станом на кінець жовтня лише такі країни та території не повідомляли про випадки зараження SARS-CoV-2:
Африка
- Острови Святої Єлени, Вознесіння і Тристан-да-Кунья

Азія
- Кокосові острови
- Острів Різдва
- Північна Корея
- Туркменістан

Європа
- Шпіцберген ( Норвегія)

Океанія
- Американське Самоа
- Острови Кука
- Кірибаті
- Федеративні Штати Мікронезії
- Науру
- Ніуе
- Острів Норфолк
- Палау
- Піткерн
- Самоа
- Токелау
- Тонга
- Тувалу
- Вануату